# 아부 파나 수도원

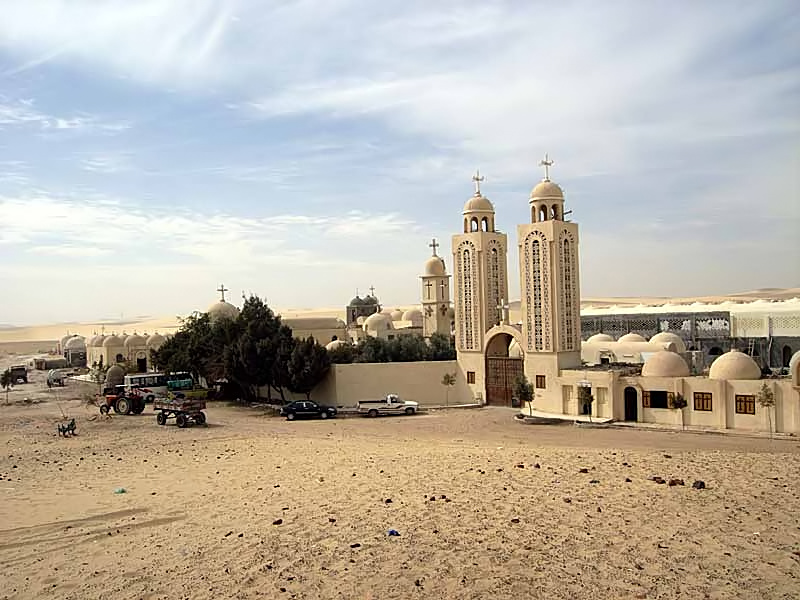

아부 파나 수도원은 리비아 사막에 위치한 수도원으로, 아부 파나의 이름을 따서 명명되었다. 아부 파나 혹은 아파 바네(c.354- 395)는 이 곳의 수도사였다. 이 수도원은 성 파나 수도원으로 불리기도 하며 수도원 안에 아름답게 장식된 십자가들로 인해 십자가 수도원(the Monastery of the Cross)이라고도 알려져 있다.

## 위치
서부 또는 리디아 사막에 위치하였으며, 나일 계곡의 경작지로부터 멀지 않은 지역인 카이로 서쪽 약 300km, al-Ashmunayn의 서북쪽, Qasr Hur에서 약 2km 그리고 Beni Khaled의 동쪽에 위치하고 있다.

## 역사적 배경
수도원은 아부 파나가 안장된 곳에 세워졌는데, 그의 무덤은 1992년 카이로의 오스트리아 고고학 연구협회의 발굴 작업에 의해 발견되었다.
Abu al-Makarim[12 세기]은 아부 파나 교회가 al-Rashid Abu Fadl 에 의해 재건되었음을 언급한다. 역사학자 al-Maqrizi[14-15세기]는 수도원의 정교한 건축술에 대해 기록하고 있다.
아부 파나 수도원은 알렉산드리아 교구장 연대기에 두 차례 언급되어 있는데 그 첫 번은 교황 Theodosius II,콥틱 Orthodox 교회의 1294-1300의 교황,의 선출 때와 두 번째 교구장 Matthew I.(1378-1408)의 어린 시절에 관련해서이다.
이슬람 이전에는 약 1000 명 정도의 수도사들이 살았던 것으로 기록 되어있다. 7 세기 이슬람이 들어오기 전까지 수도원의 규모는 급격히 줄어들었었다. al-Maqrizi는 그의 당시에는 단 두 명의 수도승들만이 수도원을 지탱하고 있었다고 보고하고 있다.
프랑스 예수회 수도사 Father Michel marie Jullien (1827-1911)는 이웃 마을 Qasr Hur 사제가 이 수도원의 쌓인 먼지들을 청소하고 성찬식을 위해 사용했었다고 전했다.
1960년 독일의 학자 Dr. O.F.A Meinardus가 수도원을 방문할 당시는 광활한 폐허에 훼파된 채였다. 유서 깊은 수도원은 존재의 자취만 남겨두고 있었다. 회색 화강암 파편들이 발견되었으며, 고대의 사원이 있던 자리에 수도원이 자리했던 흔적을 말해 주었다. 조그만 언덕에 ‘qasr’ 혹은 고대의 수도원들이 세웠던 ‘탑’이 망가진 채 서 있었다. 이 황폐화된 수도원으로부터 대략 80 미터 떨어진 곳에 Abu Fanah 가 지냈었다고 전승되는 동굴을 발견할 수 있다. Meinardus는 수도원에 살고 있는 이는 아무도 없었다고 전한다.
터만 남겨져있던 수도원은 바실리카 양식으로 구성되었으며, 거대한 모래 둑 안에 깊이 묻혀 있었었지만, 콥틱 백과사전에 명시되어있는 ‘의심할 여지없는’ 그 수도원이었다. 그 옆 모래 둑 안에는 수도원 별채나, 암자 등이 묻혀 있을 것으로 추정한다.

## 현대 역사
수도원의 현대 역사는 1987-1992년 오스트리아 고고학협회의 Helmut Buschhausen의 발굴에 이은 콥틱 교회의 관심과 함께 시작된다. 이 발굴에 이어. 2000년 도 이집트 문화재 관리부처에서는 수도원 방경 1Km-2Km 지역을 문화재 보호 지역으로 지정했다. 이집트 문화재 관리부처는 주변에 더 많은 역사적 유물들이 묻혀있을 것으로 추정한다.
문화재 관리부처의 결정 후 콥틱 Orthodox 교회는 수도원을 신축했다. 새로운 입구, 리셉션과 주변에 커다란 외벽을 세웠다.[사진-캡션: 수도원의 관사들은 2000년 이후 신축된 건물들이다.]1999년 이전에는 수도원에 상주하는 수도사들이 없었다. 1999년 5명의 수도사들이 왔으며, 2003년 콥틱 Orthodox 교회의 수장 교황 Shenouda가 12 명의 수도사들을 더 임명했다. 이 후에 1 명의 수도사가 더 합류하여 2008년 7월 기준으로, 이곳에는 18명의 수도사들과 9명의 수도 생들과 그들을 돕는 10 여 명의 신도들이 함께 생활하고 있다.

## 긴장
2008년, 5월 31일, 수도사들의 관사와 수도원 내의 교회가 60명의 무장한 아랍인들- 보통 사막 접경지에 거주하는 이들을 이집트에서는 베두윈으로 부름-에 의해 공격을 당했다고 알려왔다. 그들이 안내해 준 곳은 수도원의 외곽에 위치한 수도원 사택들과, St. Cyrill 기념 강당[사진-캡션: 확장된 수도원으로서 피해를 당한 곳]이었다. 사건으로 말미암아 이곳과 주변 건물들이 손상을 입었다.
뒤 이은 충돌로 한 명의 무슬림이 사망하고, 네 명의 기독교인들이 중상을 입었으며, 세 명의 수도사가 납치되었다가 병원 치료가 필요한 상태로 풀려났다. 사건 발생 다음 날 말라위의 약 300 여 명의 기독교인들이 기독교 공동체들을 향한 무슬림들의 반복적 공격에 대한 정부의 미온적 반응에 대해 불만을 표하며 시위를 벌였다.
확실한 여부가 밝혀지지 않았지만 13명의 무슬림들과 두 명의 기독교인들이 연행되어 검찰에 입건되었다고 전한다.
민야 지역 주지사 Ahmed Dia el-Din는 몇 년간 땅 문제로 인한 마찰이 지속되어 왔었다는 경찰의 보고를 받았다. 사막 근접 지역 주민들은 20년간 경작해 온 이 사막 땅에 대해 권리를 주장하였으며, 이는 Google Earth에서도 확인 할 수 있는 바이다.

## 긴장 발생의 근본 이유
이집트에서의 땅 문제는 8천만에 달하는 인구가 뉴저지의 대략 두 배에 한하는 땅(이집트는 한반도의 5배 크기이나 95%가 사막이다)에 살고 있는 인구 밀집에 연유한다. 나라의 96%가 사막인 곳에서 물은 땅 분쟁의 관건이 된다. 이집트 미디어에서 땅과 물을 두고 일어나는 분쟁은 자주 등장하는 기사 거리이다. Banha 근처에서는 두 집안 간 땅 문제를 둔 시비 끝에 23명의 사람이 사망하고 44명의 사람이 중경상을 입었다.
사막 땅은 정부에 속해 있다. 이 땅을 소유하기 원한다면 최종적으로 정부의 허가를 얻도록 되어 있다.
‘Urfi’ 계약들은 정식 절차를 밟지 않은 쌍방 간의 계약으로 우선적인 정당한 정부의 승인없는 상태의 계약관계를 말한다. 아부 파나 수도원은 ‘Urfi' 계약에 의해 땅의 얼마를 얻었으며, 당국은 수도원 측에서 주장하는 소유권에 대해 인정하지 않는 실정이다. 이 사실은 아부 파나 사건과 아울러 1차적인 자료로 고려해야 하는 바이다.

## 반응
아부 파나 측은 기독교인인 그들이 무슬림들로부터 공격 받은 바, 이 사건을 종교분쟁으로 설명한다. 사건이 발생하자 수도원으로부터 약 6km 떨어진 곳에 위치한 경찰에 신고 했었지만 몇 시간이나 지나서야 도착한 경찰들을 비난했다. 콥틱 활동가들은 사건이 발생하던 동안과 이후에 수도사들과 수도원안과 수도원에 가까운 곳에 사는 신도들과 계속 접속하였다. 그들은 분노에 찬 자신의 입장들을 인터넷을 통해 표명하였으며, 북 아메리카와 유럽지구에 걸쳐 대대적으로 사실을 유포했다.
이슬람 신조 ‘Shahada’를 외치는 무슬림들에 의해 3 명의 수도사들이 납치되어 이슬람으로의 개종을 강요받은 것으로 사건이 전이되었다. 'YouTube'에 댓글들이 수없이 달렸으며, 성명서도 속출했으며, 인쇄물들도 뒤따랐다, 거의가 종교적 갈등으로 사건을 다루었으며, 땅 문제로 인한 충돌이라고는 거의 언급되지 않았으며, 설혹 언급되었다 하더라도 명백하게 부인되었다.
수도원의 수도사들과 기독교 사역자들과 사방의 콥틱 활동가들의 반응은 아부 파나의 책임 비숍이 거주 하고 있는 말라위의 수 백 에 달하는 기독교인들의 시위를 촉구했다. 이집트에서의 기독교인의 시위는 이례적인 현상이다. 말라위의 기독교 시위자들은 “우리 피와 영혼을 바쳐 우리 십자가를 지킬 것이다.”고 외쳤다.
수도원의 공격과 뒤이은 국내외 콥틱 인들의 반응들은 이집트에 전역에 대대적으로 보도되었다. 뜨거운 공방들이 뒤따랐으며, 이집트 미디어들은 여러 주간에 걸쳐 수도원 공격 건에 관해 보도하였다.; 이것이 땅 문제로 인해 발생한 문제로 보는 다른 편의 주장에도 불구하고 종교적 마찰로 인한 것으로 일축했다.
카이로의 콥틱 지식층들은 종교 분쟁으로 해석되어 게릴라전에 돌입하도록 조장하는, ‘땅 분쟁’에 대해 익히 알고 있다. 그들은 이 논쟁이 무슬림 -기독교인 간의 관계형성에 잠재적 기저(基底)면으로 작용하지 않을지 염려한다. 몇 몇 외국 미디어들도 이 사건에 대해 “이집트 기독교인들과 무슬림간의 충돌, 한 명 사망 (로이터/5월 31일 자), “수도원에서의 충돌 한 명 사망, 4명의 중상-이집트-” (AFP/ 5월 31일 자). 로스앤젤레스 타임즈(6월 11일 자) “콥틱인을 겨냥한 폭도들의 수도원 난입”으로 보도했다. 와싱턴 포스트지에서는 (7월7일)“콥틱 기독교 게릴라전에 전면하게 되다”고 보도했다. Christianity Today(7월 23일)에서 만은 “땅과 물에 따른 긴장의 증폭”된 것으로 해석했다.
Arab-West Report와 National Council for Human Rights는 사건경위에 대한 조사를 위해 이 지역에 대표들을 파견했다.

## 현 수도원장
Abu Fanah 수도원 출신 교황
- 교황 Theodosius II

## 같이 보기
- 알렉산드리아 콥트 정교회

## 참고
- Saint Abu Fanah
- History of the Patriarchs of Alexandria
- Coptic Orthodox Church
- Abu al - Makarim
- Al- Mazrizi

## 참고 문헌
- Buschhausen, H. et all, Die Ausgrabungen von Abu Fana in Oberägypten im Jahre 1989, 1990, 1991, 1992, 1993
- Otto F.A. Meinardus, " Two thousand years of Coptic Christianity, American University in Cairo Press, 1999, p. 215
- OttoF.A. Meinardus, Christian Egypt, Ancient and Modern, American University in Cairo Press, 1977, p. 365-366
- Otto F.A. Meinardus, Christian Egypt, Ancient and Modern, American University in Cairo Press, 1977, p. 365-366 and 'Two thousand years of Coptic Christianity,' American University in Cairo Press, 1999, p. 215
- Rene-Georges Coquin and Maurice Martin in the Coptic Encyclopedia, Macmillan Publishing Company, 1991, Vol. 3, p.698-700
- Arab-West Report, www.arabwestreport.info, 2008, week 15, art. 3

Egyptian Villagers Resist Monastery's Growth,
- 2008년 7월 23일 Christianity Today 땅과 믿음, 정책을 둘러싼 상 이집트 지역의 무슬림들과 기독교인들간의 충돌, 숫자들은 Abu Fana 수도원장 대리 Father Antonius에 의한 바임.
- Al-Misri al-Yawm of 1,2,3 and 8july, 2008, al-UsBu of June 7,2008, al-Dustur of July 2, 2008
- 2008년 6월 2일 The Peninsula Times,는 “경비원에 의해 확인된 바 3 명의 수도사들이 충돌이 발생하던 때에 무슬림들에게 납치되어가서 일요일 아침에 풀려나 병원으로 이송되었다.” 고 적고 있다. 사건에 이어 발생한 시위 건에 대해서도 출간물이 뒤따랐다. the peninsula times가 이집트와의 어떤 교신 없이 보도한 것으로 보아 상주 직원과의 전화 통화로써 정보를 입수한 것으로 짐작한다.
- The governor in Arab-West Report, 2008, week 15, art. 3
- According to the head of the Arab Beni Khaled village, Arab-West Report, 2008, week 15, art. 5
- Google Earth 나 Arab-West Report에 접속하면 논쟁지역이 표시되어있다.
- 수도원의 확장을 반대하는 상 이집트의 지역 주민들, 땅과 종교 그리고 정책을 두고 벌어진 무슬림과 기독교인의 충돌 Christianity Today 2008년 7월 23일.
- 한 예로서 2008년 4월 18일 Rose al-Yusuf는 “나일의 남용에 대한 경고로서 무슬림 학자들은 이를 신이 그 은총을 거두는 일로서 우려하는 바다”고 적고 있다.
- Egyptian Gazette, July 7, 2008, p.1
- The governor in Arab-West Report, 2008, week 15, art. 3
- The governor in Arab-West Report, 2008, week 15, art. 3, Rose al-Yûsuf of June 7-13, 2008,상이집트에서의 수도원의 확장을 반대하는 지역주민들의 항거, 땅과 종교, 정책을 사이에 둔 무슬림 기독교인 간의 충돌
- Al-Misrîal-Yawm, June 23, 2008. See also several Coptic websites . Al-Maydan published an article on June 18, 2008 (p. 6) on clashes between Coptic activists and al-Jama'ah al-Islamiyah on the issue of Abu Fanah.
- Reported on several Coptic websites and blogs such as byztext.blogspot.com, latimesblogs.latimes.com/babylonandbeyond/2008/06/egypt-a-frail-p.html, copticassembly.com
- Reported on several Coptic websites but also in several Egyptian media such as al-Dustûr of June 13, 2008 (p. 1) and al-Fajr, June 16, 2008 (p. 27).
- Reported on several Coptic websites, see for example

https://web.archive.org/web/20191218161751/https://copts-united.com/, which published the statement of a group of Coptic organizations on June 6, 2008, see also coptic-news.net (English-German-French Version)
- 콥틱 Websites에 관한 리포터, 2008년 6월 2일the Peninsula Times, 2008년 6월 3일 Nahdat Misr 머릿기사:“말라위의 기독교인들 무슬림 형제단의 슬로건을 따라 외치다. 기사의 작성자인 Ayman Riyad는 콥틱 시위때 사용한 슬로건은 전에 무슬림 형제단에 의해 사용되었던 바였음을 명시했다. : “무슨 일이 닥친다 하더라도 나는 기도할 것이다. 나는 기도할 것이다.”  시위자들은 또한 “교황 쉬누다께서 이 문제를 다루실 것이다. 우리는 교황을 지지 하며 목숨을 바쳐 교황과 함께 할 것이다.”고 외쳤다. 주목할 만한 사실은 같은 기사에 “3명의 수도사의 납치 건은 소문에 지나지 않았던 바로 밝혀졌다!”고 적고 있다.
- For one month of reviews of Egyptian media following the attack see the English press reviews of Arab-West Report, www.arabwestreport.info, 2008, week 15, art. 7,8,9 and 10.
- Dr. Samir Morcos in al-Masry al-Yom, July 23, 2008
- Al-Wafd, July 18, 2008, translation is to be found on www.arabwestreport.info

현재 이 수도원은 His Grace Bishop Dimitrius가 책임지고 있다.